# Aostai egyházmegye
Az Aostai egyházmegye a római katolikus egyház egyik egyházmegyéje Olaszországban.

## Püspökök

### 1200-ig
- Eustasius (c. 451 ?)
- Saint Gratus of Aosta (c. 470)
- Jucundus (501, 502)
- Gallus (528–546)

[Ploceanus] (late sixth century?)
- Rathbornus (c. 876 – 877)
- Liutfred (c. 969)
- Anselmus (c. 990 – 14 January 1026)
- Burchard (before 10 March 1026 – after July 1033)
- Gizo (c. 1033–1039)
- Augustinus (c. 1040–1058)
- Anselm II  (1075 or 1090)
- Boso (before 1099 – after 1113 or 1114)
- Herbert (before November 1132 – after March 1139)
- Armannus (c. 1141)
- Boson II de la Porte Saint-Ours
- Hugues d'Avise
- Arnulphus d'Avise (before 1152 – after October 1158)
- Guillaume de la Palud de Gressan (before November 1161 – end 1170)
- Aymon de la Porte Saint-Ours (end 1170 or beginning 1071 – after April 1176)
- Guigo (before June 1180 – after August 1185)
- Walbert (before May 1186 – 26 October 1212)

### 1200-tól 1500-ig
- Jacques de Portia (before April 1213 – 1219)
- Boniface of Valperga (1219–1243)
- Rodolfo Grosso del Castelar de La Salle (18 December 1243 – 2 March 1246)
- Pierre de Pra (before September 1246 – after April 1256)
- Pierre d'Étroubles (before December 1258 – 1 September 1259)
- Pierre (III) de Sarre or du Palais (before December 1260 – 5 February 1264)
- Umberto di Villette (before 22 September 1265 – 29 March 1272)
- Aymon de Challant (before 30 August 1272 – 21 December 1273)
- Simon de Duin (before 29 January 1275 – 1282)
- Nicolas de Bersatoribus (1282 – 1301)
- Emerico di Quart (1302–1313)
- Arditius de Pont (before 1 April 1314 – between 7 and 10 March 1327)
- Nicolas (II) de Bersatoribus (5 October 1327 – 23 June 1361)
- Aimericus (22 October 1361 – 1375)
- Bonifacius de Chalant (27 October 1375 – 27 August 1376)
- Aimericus della Chiesa (1376 – 1377)
- Jacobus (14 February 1377 – 4 July 1399)
- Pierre de Sonnaz (31 Oct 1399 – 1410 Died)
- Ogerio Moriset (12 Jan 1411 – 11 Feb 1433)
- Giorgio di Saluzzo (16 Feb 1433 – 1 Apr 1440)
- Giovanni di Prangins (1 Apr 1440 – 23 Oct 1444 Resigned)
- Antoine de Prez (23 Oct 1444 – 4 Apr 1464 Resigned)
- François de Prez (4 Apr 1464 – 22 May 1511)

### 1500-tól 1803-ig
- Ercole d'Azeglio (22 Aug 1511 – 6 Jun 1515)
- Amedeo Berruti (13 Jun 1515 – Feb 1525)
- François de Chevron (1525) Bishop-elect
- Pietro Gazino, O.S.A.Lateran. (1528 – May 1557)
- Marcantonio Bobba (14 Jun 1557 – 1568 Resigned)
- Girolamo Ferragatta, O.S.A. (30 Apr 1568 – 1572)
- Cesare Gromis (19 Nov 1572 – 25 June 1585)
- Giovanni Goffredo Ginod (16 July 1586 – 27 Feb 1592)
- Onorato Lascaris, O.C.S.Aug. (23 March 1594 – 11 July 1594)
- Bartolomeo Ferrero (5 May 1595 – 4 Aug 1607)
- Lodovico Martini (31 Jan 1611 – 10 Dec 1621)
- Giovanni Battista Vercellino (13 Feb 1623 – 17 Mar 1651)
- Filiberto Milliet de Faverges, C.R.L. (16 Oct 1656 – 29 Jul 1658)
- Antoine Philibert Albert Bailly, B. (13 Jan 1659 – 3 Apr 1691)
- Alessandro Lambert (25 Jun 1692 – 24 Nov 1698)
- François Milliet d'Arvillars (5 Jan 1699 – 25 Jun 1727)
- Jacques Rambert (26 Nov 1727 – 16 Sep 1728)
- Jean Grillet, O.P. (3 Oct 1729 – 14 Sep 1730 Died)

Sede vacante (1730 – 1741)
- Pierre François de Sales de Thorens (17 Apr 1741 – 5 Dec 1783)
- Paolo Giuseppe Solaro di Villanova (20 Sep 1784 – 15 May 1803 Resigned)

1803: Suppressed
- Giuseppe Maria Grimaldi (1805 – 1817) Bishop of Ivrea and Aosta
- Andreas Maria de Maistre (16 Mar 1818 megerősített – 18 Jul 1818 elhunyt)
- Jean-Baptiste-Marie Aubriot de la Palme (29 Mar 1819 megerősített – 1823-7-30 nyugalmazott)
- Evasio Secundo Agodino (12 Jul 1824 – 24 Apr 1831 elhunyt)
- André Jourdain (2 Jul 1832 – 29 May 1859)

Sede vacante (1859 – 1867)
- Jacques Joseph Jans (22 Feb 1867 – 21 Mar 1872 elhunyt)
- Joseph Auguste Duc (29 Jul 1872 – 16 Dec 1907 lemondott)
- Giovanni Vincenzo Tasso, C.M. (30 Mar 1908 – 24 Aug 1919 elhunyt)
- Claudio Angelo Giuseppe Calabrese (7 May 1920 – 7 May 1932 elhunyt)
- Francesco Imberti (23 Jul 1932 – 10 Oct 1945)
- Maturino Blanchet, O.M.I. (18 Feb 1946 – 15 Oct 1968 nyugalmazott)
- Ovidio Lari (15 Oct 1968 – 30 Dec 1994 lemondott)
- Giuseppe Anfossi (30 Dec 1994 – 9 Nov 2011 elhunyt)
- Franco Lovignana (9 Nov 2011 – )

## Szomszédos egyházmegyék
- Annecy-i egyházmegye (Franciaország, Svájc)
- Biellai egyházmegye
- Chambéry-i főegyházmegye (Franciaország)
- Ivreai egyházmegye
- Novarai egyházmegye
- Sioni egyházmegye